# Мужская сборная Нидерландов по волейболу
Мужская национальная сборная Нидерландов по волейболу (нидерл. Nederlandse heren volleybalteam) — представляет Нидерланды на международных соревнованиях по волейболу. Управляющей организацией выступает Волейбольный союз Нидерландов (Nederlandse Volleybal Bond — NeVoBo).

## История
Волейбол в Нидерландах появился в 1925 году по инициативе С.Бьюи. В 1947 был образован Волейбольный союз Нидерландов, в том же году ставший одним из соучредителей Международной федерации волейбола (ФИВБ).
Дебют мужской сборной Нидерландов на официальной международной арене состоялся уже на первом чемпионате Европы, проходившем в сентябре 1948 года в Италии. На нём голландские волейболисты выступили неудачно, уступив своим соперникам во всех 5 проведённых на турнире матчах, сумев при этом выиграть лишь одну партию. В последующие годы национальная команда Нидерландов на международных турнирах выступала регулярно, но без успеха, занимая места в лучшем случае в середине итоговых расстановок.
В 1985 году новым наставником сборной назначен израильско-американский тренер Ари Селинджер, до этого возглавлявший женскую волейбольную сборную США. С его именем была связана амбициозная программа подъёма уровня национальной команды Нидерландов, которая предусматривала сосредоточение лучших волейболистов страны в рамках только сборной, с отказом от выступлений за клубные команды. Эта программа стала приносить результаты. В 1987 голландцы показали свой лучший результат на чемпионатах Европы, заняв 5-е место, а в следующем году на Олимпиаде в Сеуле лишь худшее соотношение партий не позволило им выйти в полуфинал олимпийского турнира, где они стали в итоге 5-ми. Обладателем приза лучшему подающему олимпийского турнира стал голландец Рон Звервер.

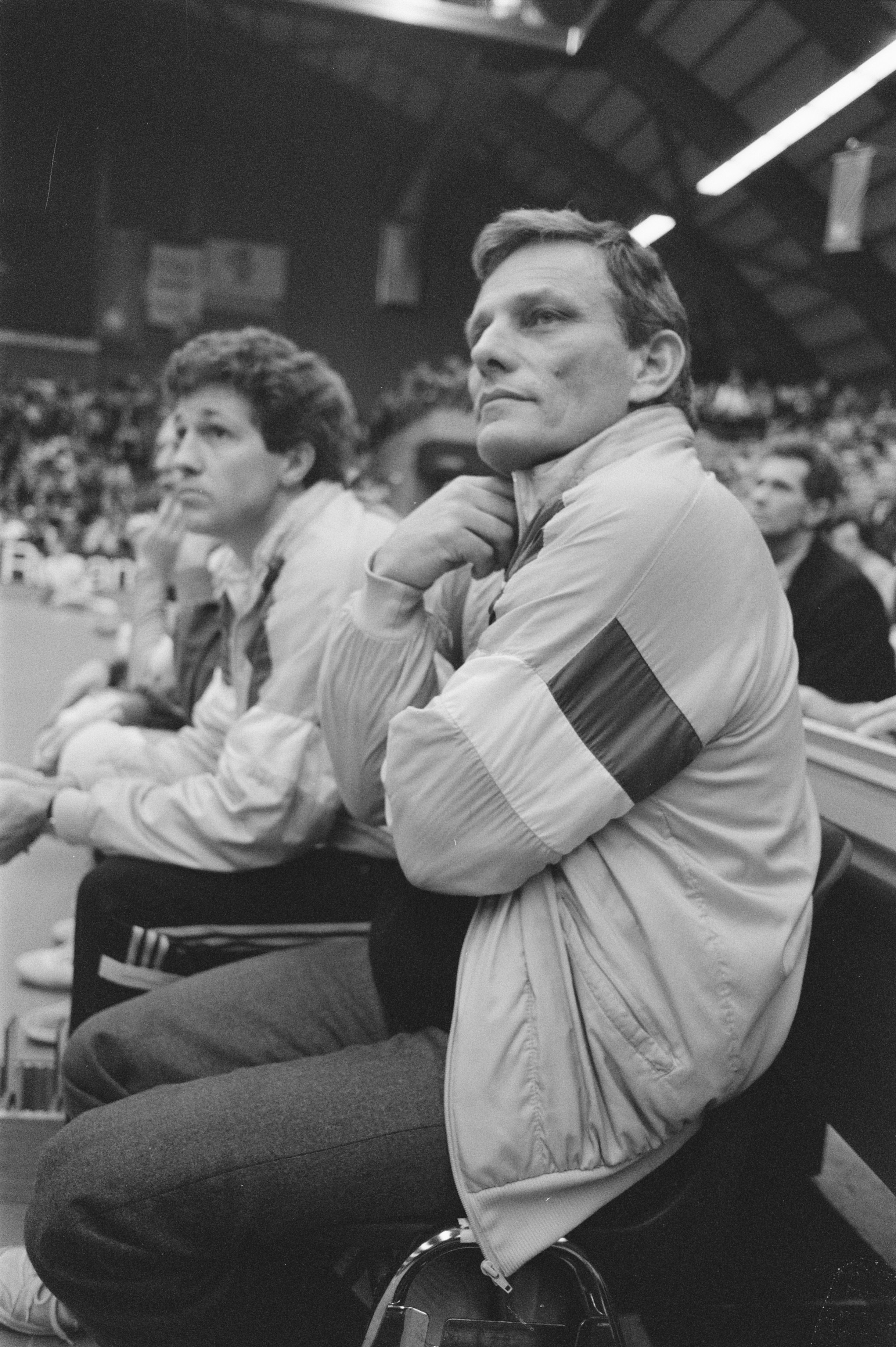
Ари Селинджер

1989 год принёс сборной Нидерландов первые медали. На чемпионате Европы в Швеции голландская команда вышла в полуфинал, где уступила итальянцам, а в матче за «бронзу» уверенно победила сборную СССР, оставив её вне призовой тройки впервые за 34 года. Этот бронзовый успех голландские волейболисты сумели повторить и через два года на следующем европейском первенстве, проходившем в Германии. В полуфинале команда СССР взяла уверенный реванш у голландцев со счётом 3:0, а в поединке за 3-е место команда Нидерландов не оставила шансов хозяевам турнира — волейболистам Германии. В промежутке между чемпионатами Европы голландцы выиграли «серебро» первого розыгрыша Мировой лиги, лучшим нападающим финального турнира которого был признан Звервер, а лучшим защитником его партнёр по команде Роб Граберт. Знаком признания заслуг голландского волейбола стало включение волейболистов Нидерландов в состав сборной «Всех звёзд» на выставочные матчи ФИВБ, в которых сборным мира противостояли команды Италии (в 1991) и Бразилии (в 1993). В матче против Италии играл голландец Эдвин Бенне, а против бразильцев — его соотечественники Рон Звервер и связующий Авитал Селинджер (сын Ари Селинджера).
Олимпийские игры 1992 года в Барселоне, куда сборная Нидерландов ехала уже в качестве одного из претендентов на медали, поначалу для неё складывался весьма непросто. На групповой стадии голландцы одержали лишь две победы в 5 матчах, но с 4-го места вышли в четвертьфинал плей-офф, где в упорнейшем 5-сетовом поединке вырвали победу у действующих чемпионов мира итальянцев. В полуфинале в трёх партиях была повержена сборная Кубы, но на решающий матч против бразильцев голландских волейболистов уже не хватило. Тем не менее олимпийское «серебро» стало наивысшим успехом сборной за всю её историю. Самым ценным игроком (MVP) олимпийского турнира был признан голландец Рон Звервер.
После барселонской Олимпиады Селинджер покинул сборную, передав бразды правления в ней своему ассистенту Йопу Алберде. При нём началось «эпическое» противостояние двух сборных — Нидерландов и Италии, когда вплоть до 1996 года именно эти две команды на крупнейших международных соревнованиях в финальных матчах определяли сильнейшую команду Европы и мира. Решающий поединок чемпионата Европы 1993 в пяти партиях принёс успех итальянцам. Финал чемпионата мира 1994 имел такой же исход — 3:2 в пользу сборной Италии. Лучшим нападающим мирового первенства был признан голландец Звервер, а лучшим блокирующим — его соотечественник Ян Постума. В финале чемпионата Европы 1995 голландские волейболисты вновь упустили победу всё тем же итальянцам и с тем же счётом 2:3. Поединок между этими командами в розыгрыше Кубка мира 1995 опять закончился в пользу сборной Италии (3:1), оставив сборную Нидерландов с серебряными медалями турнира. Лучшим нападающим розыгрыша был признан голландец Бас ван де Гор. 3 декабря 1995 года в Токио состоялся Гала-матч ФИВБ между сборными Италии и мира, принесший успех итальянцам 2:1 (матч игрался до двух выигранных партий одной из команд). Возглавлял сборную «звёзд мира» голландец Й.Алберда, привлекший в неё сразу трёх своих подопечных — Рона Звервера, Баса ван де Гора и Петера Бланже.
В 1996 году сборная Нидерландов наконец то смогла отыграться по всем волейбольным фронтам. Финальный этап Мировой лиги прошёл в голландском Роттердаме и принёс долгожданный успех хозяевам, наконец то обыгравшим команду Италии с уже традиционным счётом 3:2 в решающих поединках между этими двумя принципиальными соперниками. Через месяц с небольшим кульминацией четырёхлетнего цикла противостояния двух лидеров мирового волейбола стал финал олимпийского турнира в Атланте, в котором команда Нидерландов смогла отыграться с матч-бола соперников в 5-й партии и склонила чашу весов упорнейшей решающей схватки в свою пользу, став олимпийским чемпионом. Практически весь финальный матч голландцы провели одним составом, в который входили связующий Петер Бланже, диагональный нападающий Олоф ван дер Мёлен, нападающие-доигровщики Рон Звервер и Гёйдо Гёртзен, центральные блокирующие Бас ван де Гор и Хенк-Ян Хелд. Кроме них золотом Олимпиады были награждены Ян Постума, Рихар Схёйл, Роб Граберт, Майк ван де Гор, Брехт Роденбург и Миша Латухихин. Лучшим нападающим олимпийского турнира стал голландец Бас ван де Гор.
В 1997 году Алберда принял решение сосредоточиться на административной работе, а новым главным тренером «оранжевой» команды стал Тон Гербрандс. Под его руководством сборная Нидерландов на домашнем чемпионате Европы наконец то смогла добиться «золотого» успеха, выиграв во всех 7 проведённых на турнире матчах. При этом противостояние со сборной Италии пришлось не на решающий поединок, а на полуфинал, в котором голландцы уверенно победили в трёх партиях. В финале волейболисты Нидерландов переиграли сборную Югославии 3:1. Сразу два индивидуальных приза по итогам турнира получил Бас ван де Гор — как лучший нападающий и лучший блокирующий. Лучшим связующим был признан Петер Бланже.
В 1998 голландцы выиграли свои последние до сего времени медали на крупнейших международных соревнованиях — бронзовые в Мировой лиге. В последующем в сборной Нидерландов начался весьма болезненный процесс смены поколений, когда команду покидали ею выдающиеся представители 1990-х годов, а новые игроки уже не были в состоянии поддерживать высочайший уровень, заданных их предшественниками. Тренеры, возглавлявшие сборную после ухода Тони Гербрандса — Берт Гудкоп (2001—2005), Петер Бланже (2006—2010), Эдвин Бенне (2011—2013), не смогли вывести «оранжевых» на прежние высоты. Результаты команды неуклонно ухудшались, что неоднократно приводило к непопаданию сборной Нидерландов на крупнейшие турниры. Единственными достижениями сборной в 2000-е годы были только победы и призовые места в розыгрышах Евролиги.
В 2017 году под руководством Гидо Вермёлена (главный тренер с 2014) команда Нидерландов сумела выиграть свою группу отборочного турнира чемпионата мира и после 16-летнего перерыва вновь была представлена на мировом первенстве. В какой то степени европейским сборным, в том числе голландской, задачу квалификации облегчило то, что сразу три сборные «Старого Света» (Польша, Италия и Болгария) были освобождены от необходимости проходить отбор на чемпионат. А вот участие в чемпионате Европы того же года закончилось для голландцев чувствительной неудачей, когда из борьбы за медали они выбыли уже на групповой стадии.
На чемпионате мира 2018 сборная Нидерландов в основном запомнилась победами в рамках первого группового раунда над одними из фаворитов турнира — командами Бразилии и Франции. Завершили же своё участие в мировом первенство голландские волейболисты после 2-го группового этапа.  

## Результаты выступлений и составы

### Олимпийские игры
| - 1964 — 8-е место - 1968 — не квалифицировалась - 1972 — не квалифицировалась - 1976 — не квалифицировалась - 1980 — не квалифицировалась - 1984 — не квалифицировалась - 1988 — 5-е место - 1992 — 2-е место | - 1996 — 1-е место - 2000 — 5-е место - 2004 — 9—10-е место - 2008 — не квалифицировалась - 2012 — не квалифицировалась - 2016 — не квалифицировалась - 2020 — не квалифицировалась - 2024 — не квалифицировалась |

- 1964: Франк Констандсе, Жак Эвалдс, Рон Грунхёйзен, Йоханнес ван дер Хук, Юрьян Колен, Яп Корслот, Ян Остербан, Динко ван дер Ступ, Пит Свитер, Йоп Тинкхоф, Жак де Винк, Ханс ван Вейнен.
- 1988: Мартин Теффер, Питер-Ян Леуверинк, Роналд Баудри, Ян Постума, Роналд Зодсма, Роналд Звервер, Авитал Селинджер, Эдвин Бенне, Тён Бёйс, Петер Бланже, Марко Брауверс. Тренер — Ари Селинджер.
- 1992: Мартин Теффер, Хендрик-Ян Хелд, Роналд Баудри, Марко Клок, Роналд Звервер, Авитал Селинджер, Эдвин Бенне, Олоф ван дер Мёлен, Петер Бланже, Ян Постума, Мартин ван дер Хорст, Роналд Зодсма. Тренер — Ари Селинджер.
- 1996: Миша Латухихин, Хендрик-Ян Хелд, Брехт Роденбург, Гёйдо Гёртзен, Рихард Схёйл, Роналд Звервер, Бас ван де Гор, Ян Постума, Олоф ван дер Мёлен, Петер Бланже, Роберт Граберт, Майк ван де Гор. Тренер — Йоп Алберда.
- 2000: Миша Латухихин, Рейндер Нюммердор, Гёйдо Гёртзен, Рихард Схёйл, Майк ван де Гор, Бас ван де Гор, Йост Койстра, Эрик Схёйл, Петер Бланже, Мартин ван дер Хорст, Алберт Кристина, Мартейн Дилеман. Тренер — Тон Гербрандс.
- 2004: Дирк-Ян ван Гендт, Нико Фрерикс, Марко Клок, Рейндер Нюммердор, Гёйдо Гёртзен, Рихард Схёйл, Майк ван де Гор, Йерун Троммел, Роберт Хорстинк, Кай ван Дейк, Роб Бонтье, Алберт Кристина. Тренер — Берт Гудкоп.

### Чемпионаты мира
| - 1949 — 10-е место - 1952 — не участвовала - 1956 — 13-е место - 1960 — не участвовала - 1962 — 12-е место - 1966 — 12-е место - 1970 — 14-е место - 1974 — 12-е место - 1978 — 16-е место - 1982 — не квалифицировалась | - 1986 — не квалифицировалась - 1990 — 7-е место - 1994 — 2-е место - 1998 — 6-е место - 2002 — 9-е место - 2006 — не квалифицировалась - 2010 — не квалифицировалась - 2014 — не квалифицировалась - 2018 — 9—12-е место - 2022 — 10-е место - 2025 — |

- 1990: Мартин Теффер, Арнольд ван Ре, Хендрик-Ян Хелд, Патрик де Раус, Роналд Баудри, Бас Кук, Роналд Звервер, Авитал Селинджер, Эдвин Бенне, Мартин ван дер Хорст. Тренер — Ари Селинджер.
- 1994: Хендрик-Ян Хелд, Гёйдо Гёртзен, Ян Постума, Роналд Звервер, Бас ван де Гор, Олоф ван дер Мёлен, Петер Бланже, Роберт Граберт, Мартин ван дер Хорст, Роналд Зодсма, Майк ван де Гор. Тренер — Йоп Алберда.
- 1998: Миша Латухихин, Франк Денкерс, Сандер Олстхорн, Гёйдо Гёртзен, Рихард Схёйл, Майк ван де Гор, Бас ван де Гор, Марк Бруре, Марко Клок, Олоф ван дер Мёлен, Алберт Кристина, Юстин Сомбрук. Тренер — Тон Гербрандс.
- 2002: Дирк-Ян ван Гендт, Нико Фрерикс, Сандер Олстхорн, Рейндер Нюммердор, Гёйдо Гёртзен, Рихард Схёйл, Йохем де Грёйтер, Йоппе Паулидес, Роберт Хорстинк, Йорам Ман, Аллан ван де Ло, Деннис ван дер Вен. Тренер — Берт Гудкоп.
- 2018: Дан ван Харлем, Вессел Кеминк, Мартен ван Гардерен, Тейс тер Хорст, Дирк Спариданс, Яспер Дифенбах, Гейс Йорна, Йерун Раувердинк, Тим Смит, Нимир Абдель-Азиз, Томас Кулевейн, Ваутер тер Мат, Михаэл Паркинсон, Юст Дронкерс. Тренер — Гидо Вермёлен.

### Кубок мира
Сборная Нидерландов участвовала в двух розыгрышах Кубка мира.
- 1965 — 10-е место
- 1995 —  2-е место

- 1995: Миша Латухихин, Хендрик-Ян Хелд, Брехт Роденбург, Гёйдо Гёртзен, Рихард Схёйл, Роналд Звервер, Бас ван де Гор, Ян Постума, Олоф ван дер Мёлен, Петер Бланже, Рейндер Нюммердорф, Роберт ван Эс. Тренер — Йоп Алберда.

### Всемирный Кубок чемпионов
Сборная Нидерландов участвовала в одном розыгрыше Всемирного Кубка чемпионов.
- 1997 —  2-е место

### Мировая лига
| - 1990 — 2-е место - 1991 — 4-е место - 1992 — 4-е место - 1993 — 5-е место - 1994 — 5-е место - 1995 — 12-е место - 1996 — 1-е место - 1997 — 4-е место - 1998 — 3-е место - 1999 — 10-е место - 2000 — 5-е место - 2001 — 7-е место - 2002 — 7-е место - 2003 — не квалифицировалась | - 2004 — не участвовала - 2005 — не участвовала - 2006 — не участвовала - 2007 — не участвовала - 2008 — не участвовала - 2009 — 12-е место - 2010 — 11-е место - 2011 — отказ от участия - 2012 — не участвовала - 2013 — 14-е место - 2014 — 12-е место (4-е во 2-м дивизионе) - 2015 — 13—14-е место (5—6-е во 2-м дивизионе) - 2016 — 15-е место (3-е во 2-м дивизионе) - 2017 — 16-е место (4-е во 2-м дивизионе) |

- 1990: Хендрик-Ян Хелд, Роналд Баудри, Роналд Зодсма, Роналд Звервер, Авитал Селинджер, Эдвин Бенне, Тён Бёйс, Петер Бланже, Роберт Граберт, Мартин ван дер Хорст, Пауль Камелинк. Тренер — Ари Селинджер.
- 1996: Миша Латухихин, Хендрик-Ян Хелд, Брехт Роденбург, Гёйдо Гёртзен, Рихард Схёйл, Роналд Звервер, Бас ван де Гор, Ян Постума, Олоф ван дер Мёлен, Петер Бланже, Роберт Граберт, Майк ван де Гор, Роберт ван Эс. Тренер — Йоп Алберда.
- 1998: Миша Латухихин, Сандер Олстхорн, Рейндер Нюммердорф, Гёйдо Гёртзен, Рихард Схёйл, Майк ван де Гор, Бас ван де Гор, Марк Бруре, Петер Бланже, Марко Клок, Алберт Кристина, Йохем де Грёйтер. Тренер — Тон Гербрандс.

### Лига наций
- 2021 — 14-е место
- 2022 — 8-е место
- 2023 — 10-е место
- 2024 — 13-е место

### Чемпионаты Европы
| - 1948 — 6-е место - 1950 — не участвовала - 1951 — 9-е место - 1955 — не участвовала - 1958 — 13-е место - 1963 — 12-е место - 1967 — 15-е место - 1971 — 9-е место - 1975 — 9-е место - 1977 — 12-е место - 1979 — не квалифицировалась - 1981 — не квалифицировалась - 1983 — 10-е место - 1985 — 10-е место - 1987 — 5-е место - 1989 — 3-е место - 1991 — 3-е место | - 1993 — 2-е место - 1995 — 2-е место - 1997 — 1-е место - 1999 — 5-е место - 2001 — 8-е место - 2003 — 6-е место - 2005 — 11—12-е место - 2007 — 7—8-е место - 2009 — 7—8-е место - 2011 — 5—8-е место - 2013 — 9—12-е место - 2015 — 9—12-е место - 2017 — 13—16-е место - 2019 — 9—16-е место - 2021 — 5—8-е место - 2023 — 5—8-е место - 2026 — |

- 1989: Ян Постума, Роналд Зодсма, Роналд Звервер, Авитал Селинджер, Эдвин Бенне, Петер Бланже, Роберт Граберт, Мартин Теффер, Марко Брауверс, Мартин ван дер Хорст, Тён Бейс, Роналд Будри. Тренер — Ари Селинджер.
- 1991: Авитал Селинджер, Петер Бланже, Эдвин Бенне, Марко Клок, Мартин Теффер, Олоф ван дер Мёлен, Роналд Будри, Роналд Звервер, Хендрик-Ян Хелд, Ян Постума, Мартин ван дер Хорст, Роналд Зодсма. Тренер — Ари Селинджер.
- 1993: Хендрик-Ян Хелд, Брехт Роденбург, Ян Постума, Марко Клок, Роналд Звервер, Бас ван де Гор, Эдвин Бенне, Олоф ван дер Мёлен, Петер Бланже, Роберт Граберт, Мартин ван дер Хорст, Роналд Зодсма. Тренер — Йоп Алберда.
- 1995: Миша Латухихин, Хендрик-Ян Хелд, Брехт Роденбург, Гёйдо Гёртзен, Рихард Схёйл, Рон Звервер, Бас ван де Гор, Олоф ван дер Мёлен, Петер Бланже, Мартин ван дер Херст, Рейндер Нюммердорф, Роберт ван Эс. Тренер — Йоп Алберда.
- 1997: Миша Латухихин, Сандер Олстхорн, Хендрик-Ян Хелд, Рейндер Нюммердорф, Гёйдо Гёртзен, Рихард Схёйл, Бас ван де Гор, Олоф ван дер Мёлен, Петер Бланже, Алберт Кристина, Йохем де Грёйтер, Роберт ван Эс. Тренер — Тон Гербрандс.

### Евролига
- 2004 —  3-е место
- 2006 —  1-е место
- 2007 — 7—9-е место
- 2008 —  2-е место
- 2011 — 5—6-е место
- 2012 —  1-е место
- 2018 — 5—7-е место
- 2019 —  3-е место

- 2006: Дирк-Ян ван Гендт, Нико Фрерикс, Гёйдо Гёртзен, Крис ван дер Вель, Марко Клок, Йерун Раувердинк, Ян-Виллем Сниппе, Витзе Койстра, Рихард Радемакер, Яйро Хой, Михаэль Олиман, Роб Бонтье. Тренер — Петер Бланже.
- 2012: Нимир Абдель-Азиз, Нико Фрерикс, Тейс дер Хорст, Йелте Маан, Хумфрей Кролис, Гейс Йорна, Себастиан ван Беммелен, Йерун Раувердинк, Витзе Койстра, Мартен ван Гардерен, Томас Кулевейн, Робин Овербеке. Тренер — Эдвин Бенне.
- 2019: Вессел Кеминк, Мартен ван Гардерен, Тейс тер Хорст, Люк ван дер Энт, Гейс Йорна, Фабиан Плак, Эвауд Гомманс, Тим Смит, Нимир Абдель-Азиз, Гейс ван Солкема, Ваутер тер Мат, Михаэл Паркинсон, Юст Дронкерс, Шурд Хогендорн. Тренер — Роберто Пьяцца.

### Кубок весны
Мужская сборная Нидерландов 10 раз (в 1962, 1963, 1964, 1966, 1967, 1968, 1970, 1976, 1983 и 1987 годах) побеждала в традиционном международном турнире Кубок весны (Spring Cup), который ежегодно (с 1962 для мужских и с 1973 для женских сборных команд) проводился по инициативе федераций волейбола западноевропейских стран.

## Состав
Сборная Нидерландов в розыгрыше Лиги наций 2024.
| №  | Имя, фамилия        | Год рождения | Рост | Амплуа      | Клуб                              |
| -- | ------------------- | ------------ | ---- | ----------- | --------------------------------- |
| 2  | Вессел Кеминк       | 1993         | 197  | связующий   | ПАОК Салоники                     |
| 3  | Мартен ван Гардерен | 1990         | 200  | нападающий  | «Панатинаикос» Афины              |
| 4  | Тейс тер Хорст      | 1991         | 204  | нападающий  | «Кадсия» Эль-Кувейт               |
| 5  | Люк ван дер Энт     | 1998         | 208  | центральный | «Сен-Назер Атлантик»              |
| 6  | Сил Мейс            | 2002         | 204  | связующий   | «Модена»                          |
| 7  | Гейс Йорна          | 1989         | 196  | нападающий  | «Трефль» Гданьск                  |
| 8  | Фабиан Плак         | 1997         | 198  | центральный | «Падова» Падуя                    |
| 10 | Том Копс            | 2000         | 193  | нападающий  | «Орион» Дутинхем                  |
| 11 | Джеффри Клок        | 1998         | 189  | либеро      | «Ликургус» Гронинген              |
| 14 | Нимир Абдель-Азиз   | 1992         | 201  | нападающий  | «Нагоя Вулф Догс» Нагоя           |
| 16 | Ваутер тер Мат      | 1991         | 200  | нападающий  | «Зираат Банккарт» Анкара          |
| 17 | Михаэл Паркинсон    | 1991         | 203  | центральный | «Туркуэн Лилль Метрополь» Туркуэн |
| 18 | Роберт Андринга     | 1990         | 192  | нападающий  | «Пьяченца»                        |
| 19 | Фрек де Вейер       | 1995         | 192  | связующий   | «Драйсма-Динамо» Апелдорн         |
| 20 | Янник Бак           | 2001         | 197  | нападающий  | «Тектум-Ахел» Хамонт-Ахел         |
| 22 | Тван Вилтенбург     | 1997         | 205  | центральный | «Нарбон»                          |
| 24 | Михел Ахи           | 1998         | 198  | нападающий  | «Сеул Вури Кард»                  |

- Главный тренер —  Роберто Пьяцца.
- Тренеры — Хендрик-Ян Хелд,  Джованни Росси.

## Фотогалерея

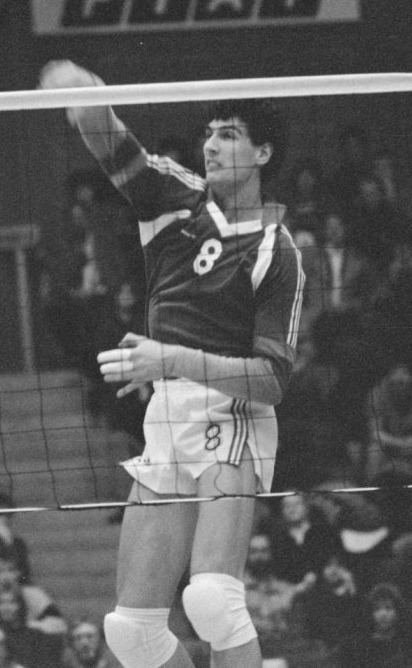
Рон Звервер
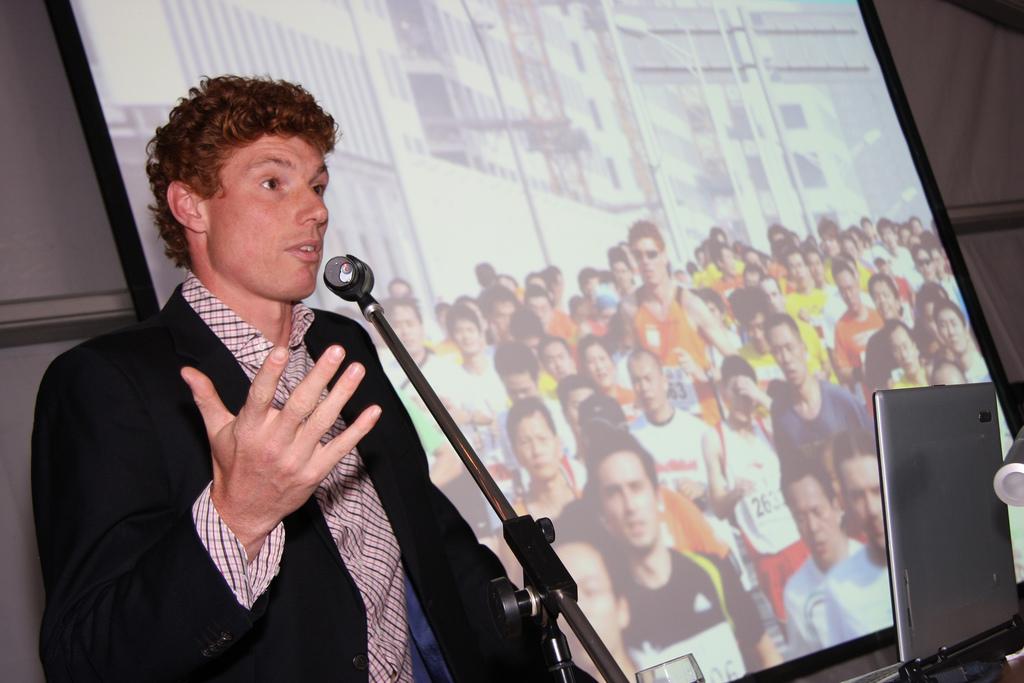
Бас ван де Гор
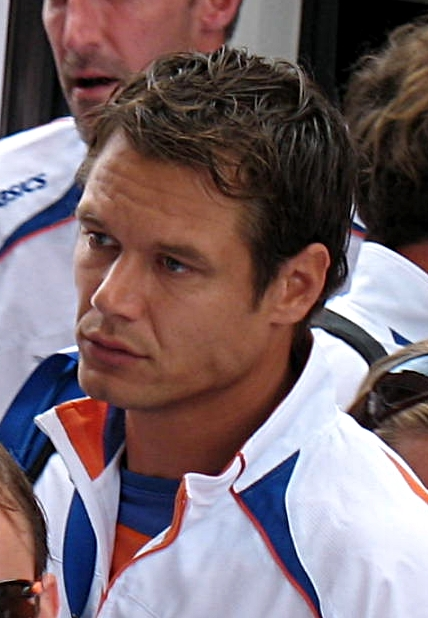
Рейндер Нюммердор
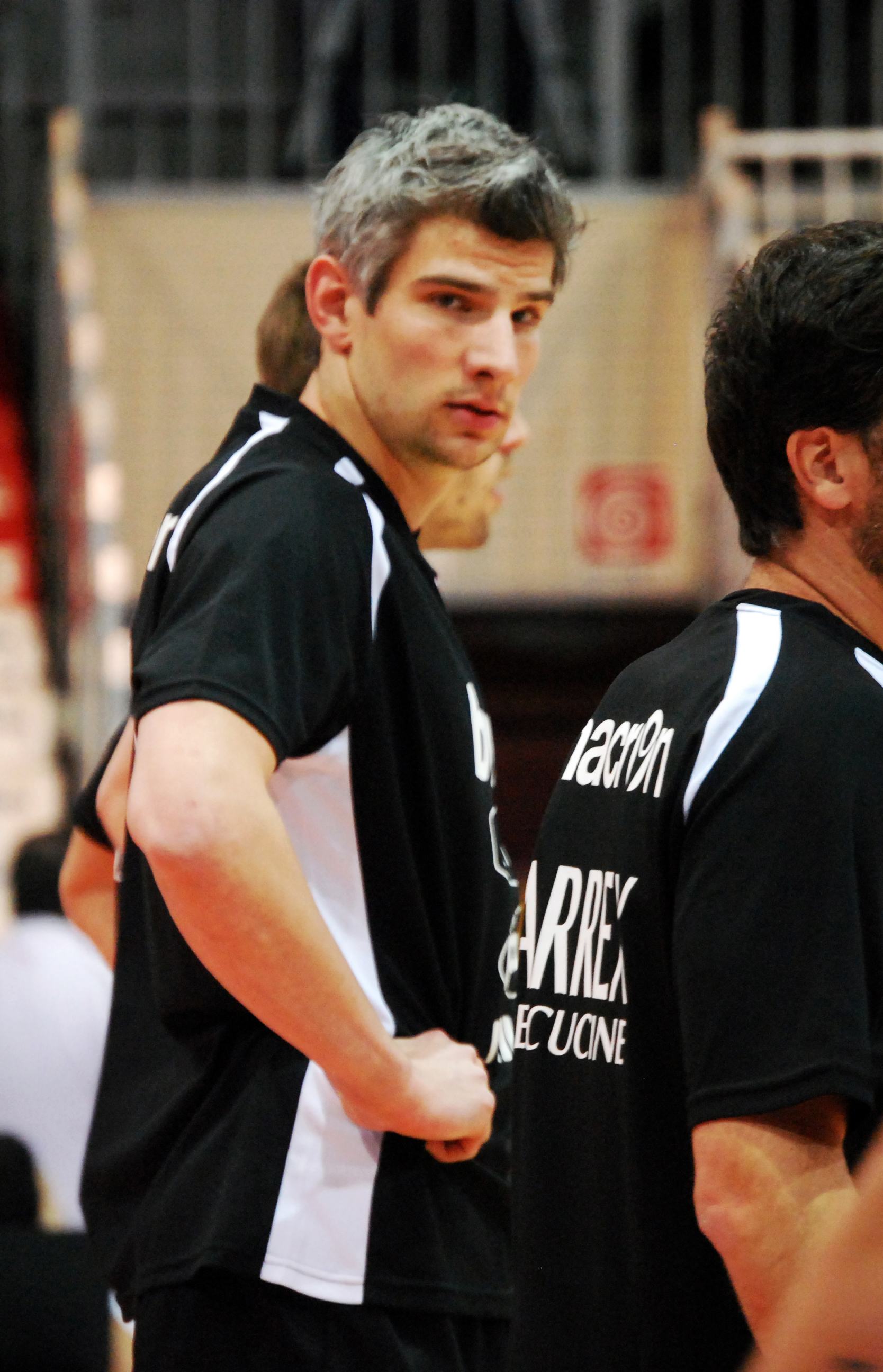
Роб Бонтье
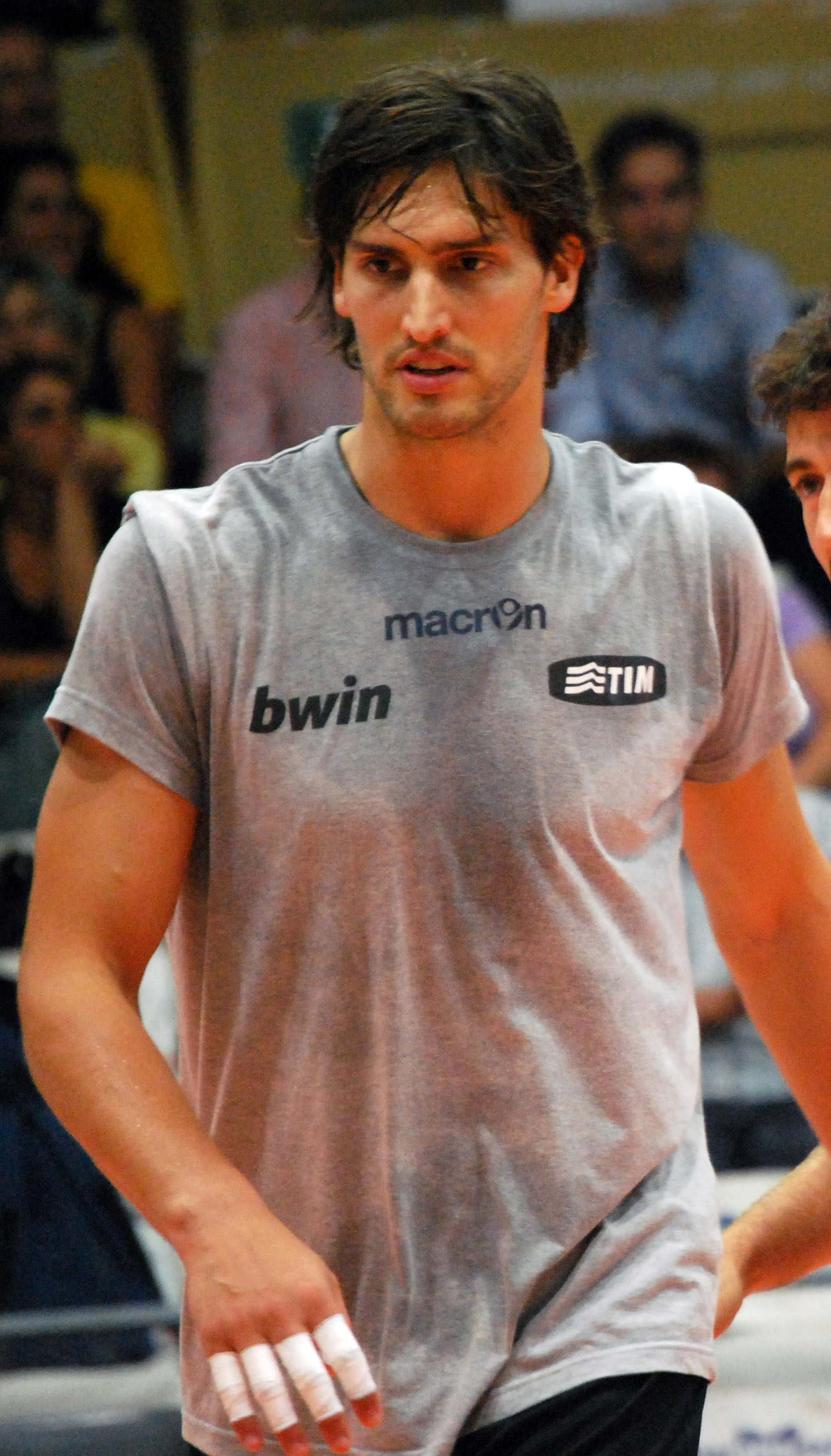
Роберт Хорстинк
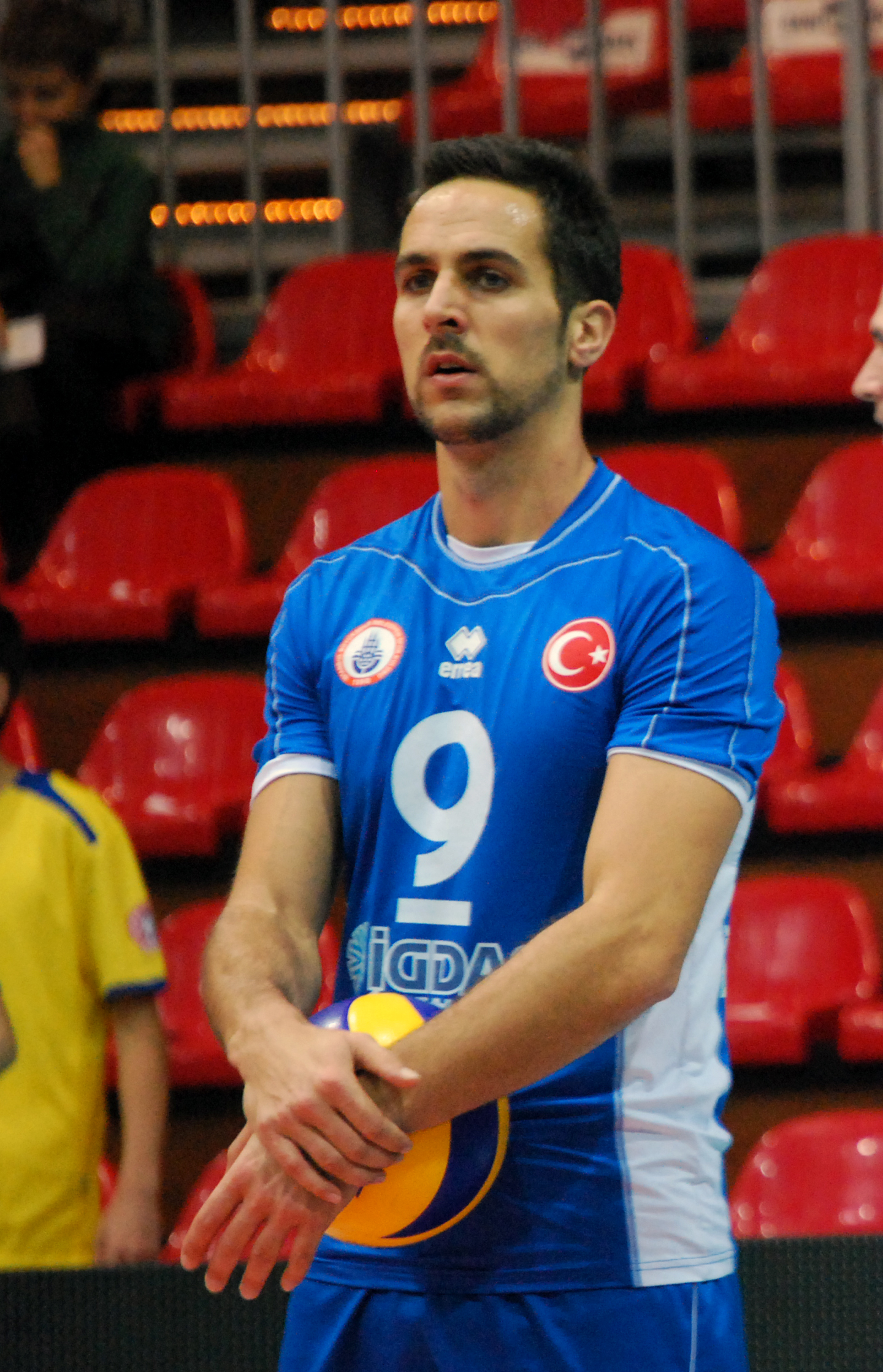
Йерун Троммел
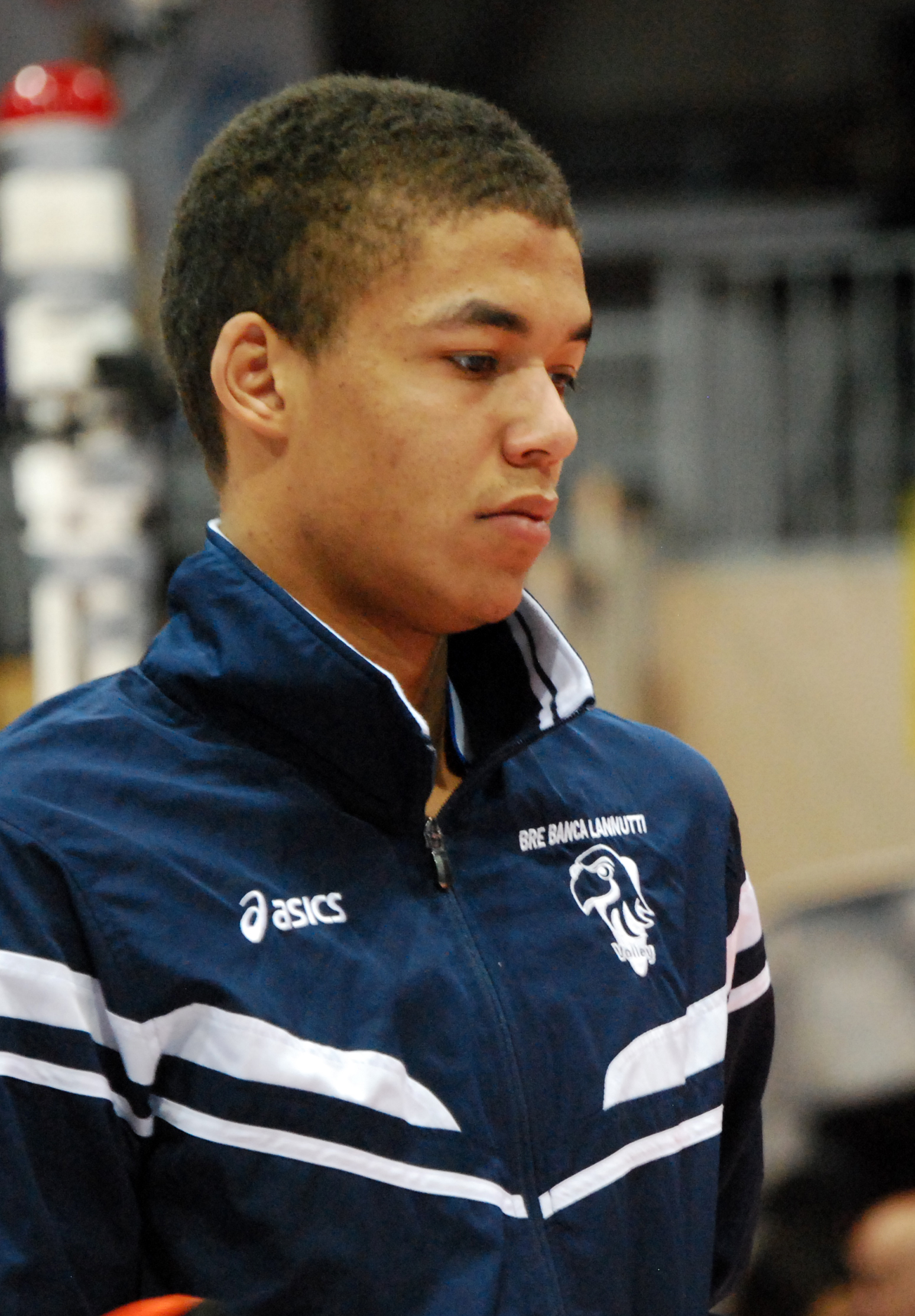
Нимир Абдель-Азиз
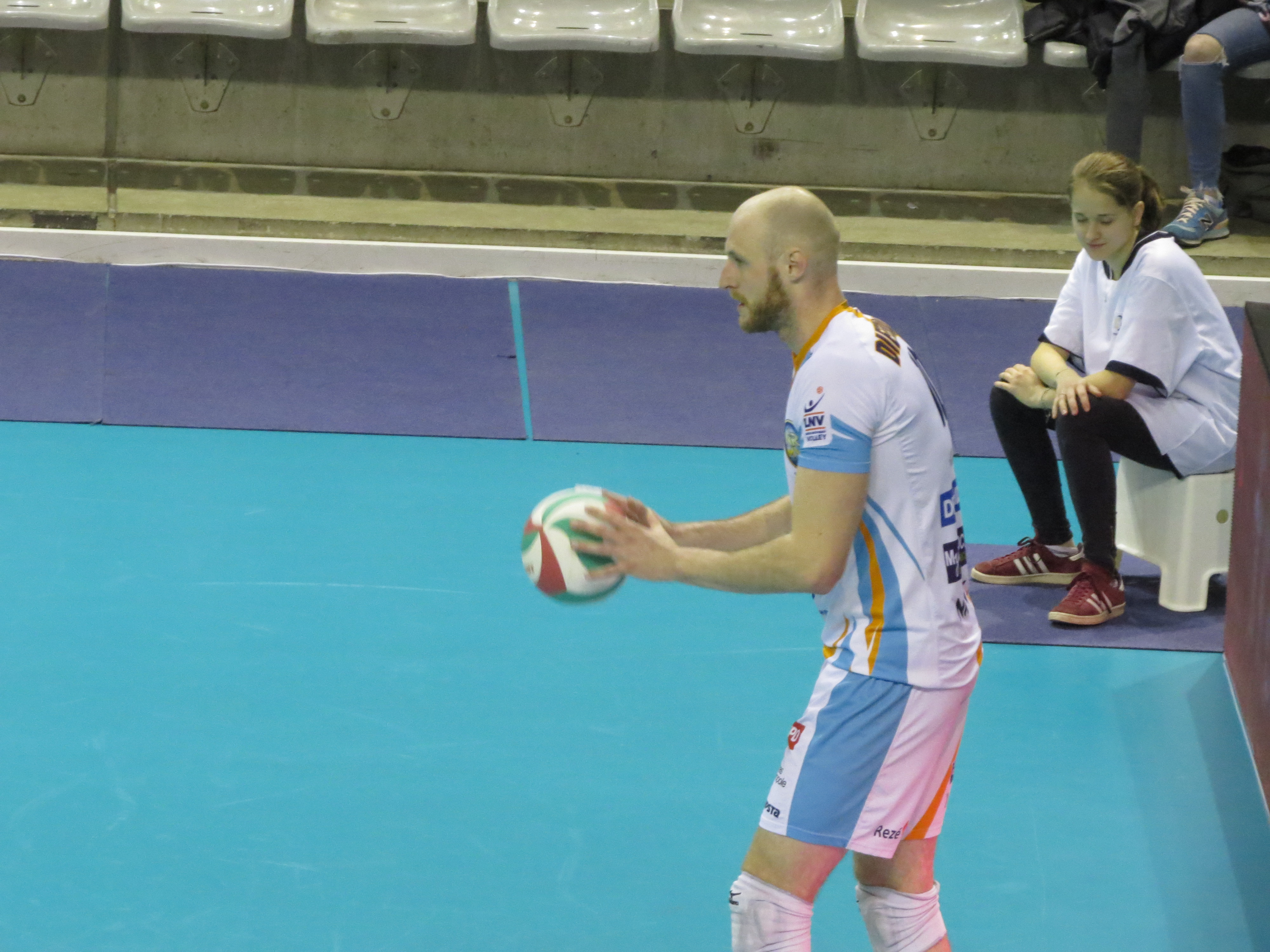
Яспер Дифенбах
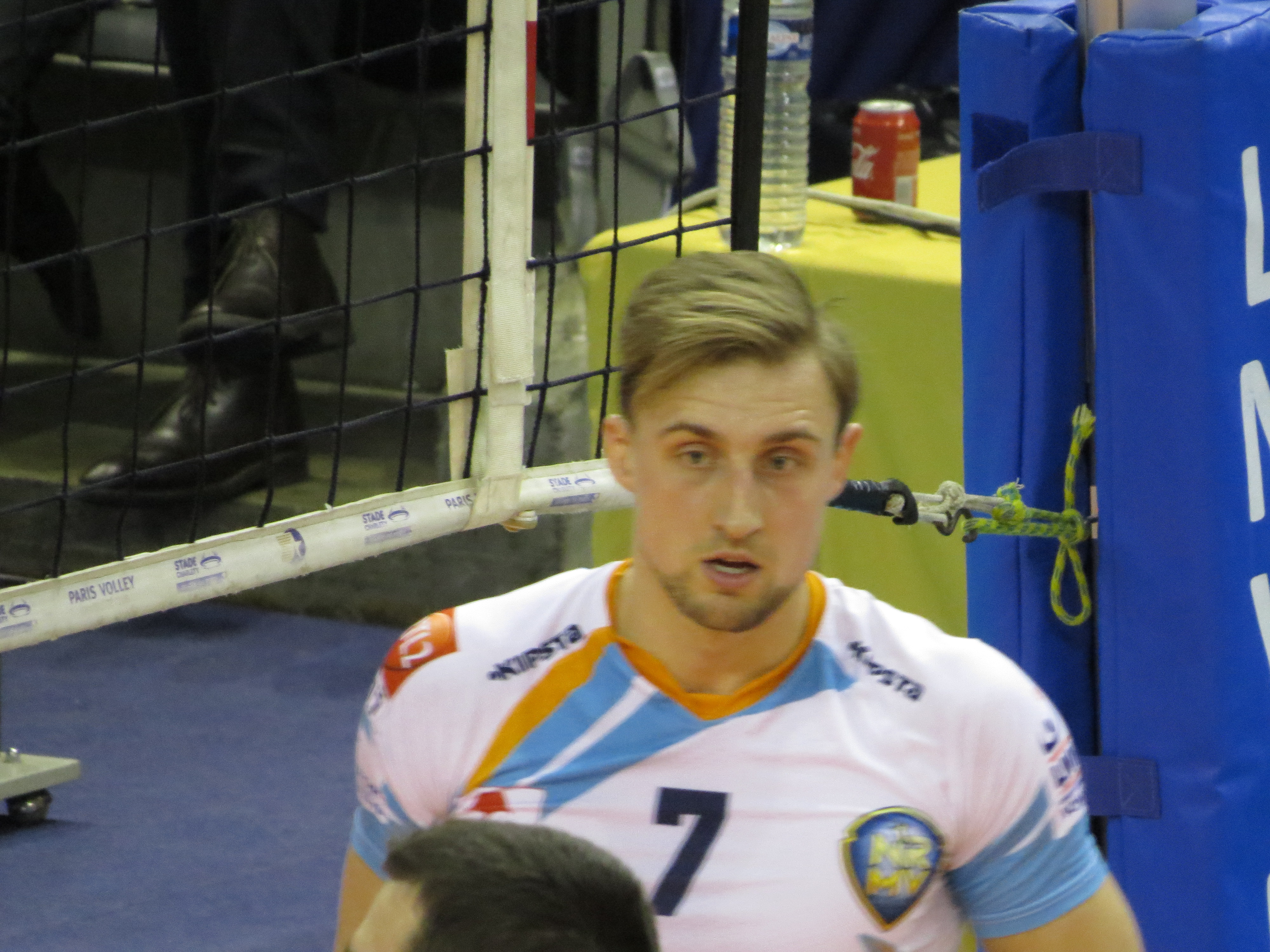
Робин Овербеке
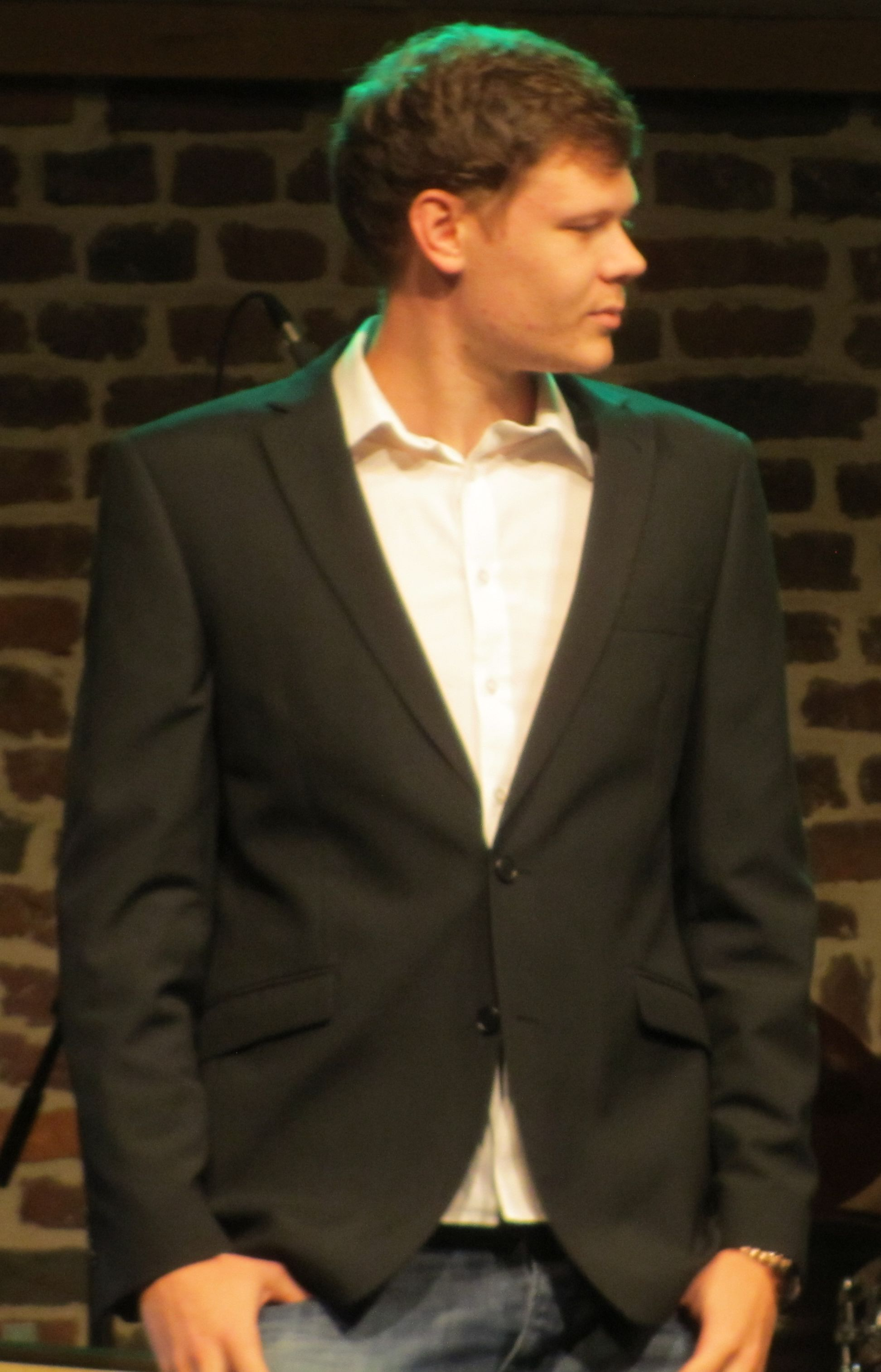
Михаэл Паркинсон
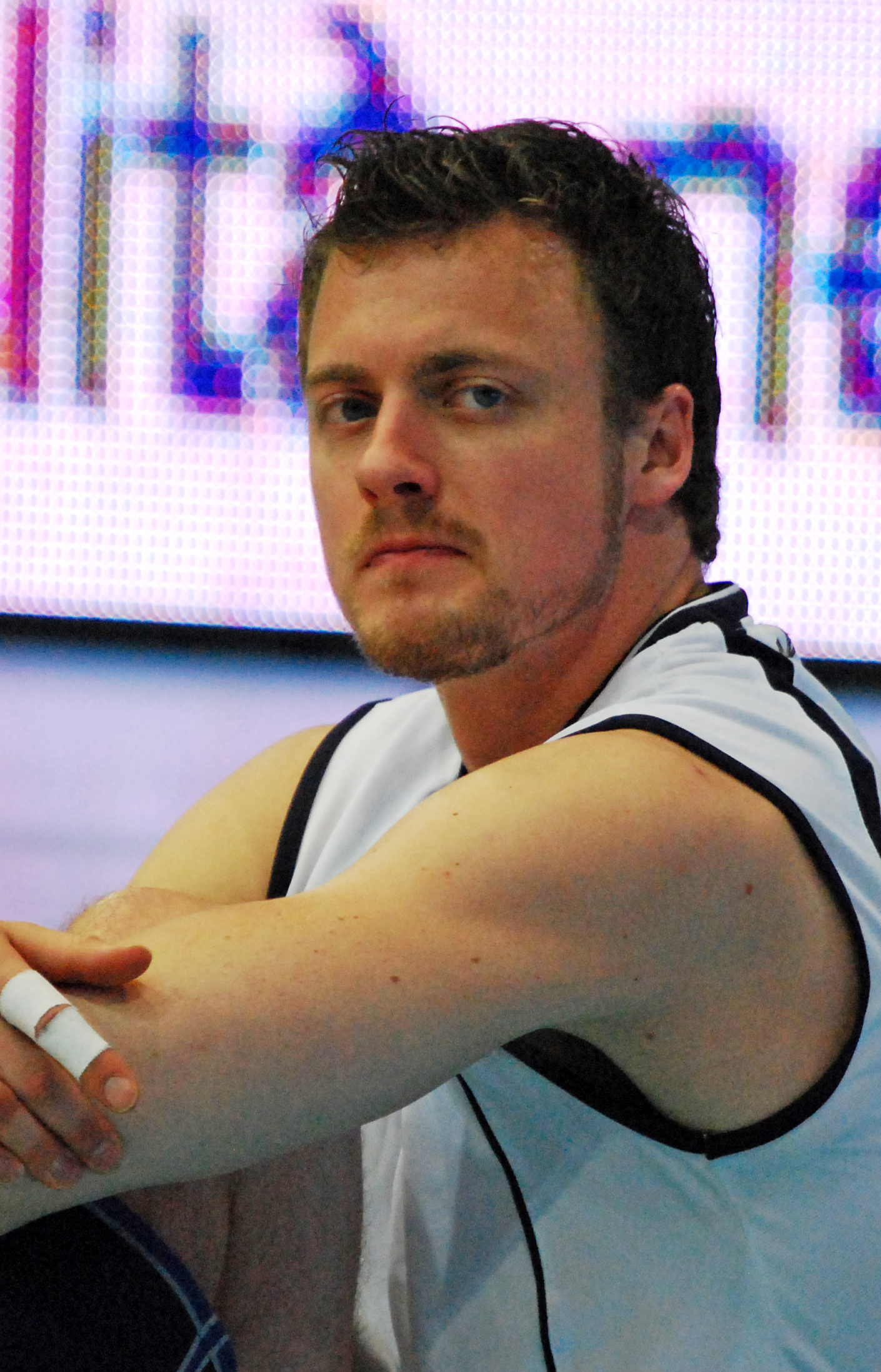
Йерун Раувердинк